# 鵞鳥白鳥
鵞鳥白鳥（がちょうはくちょう、Гуси-лебеди）は、ロシアの民話。アレクサンドル・アファナーシェフの編纂した『ロシア民話集』に収められている。AT分類415。
原題のГуси-лебедиは、Гусиがガチョウ、Лебедиがハクチョウを意味し、物語ではどちらともいえない不思議な鳥が登場する。

## あらすじ
両親が娘に弟の子守を頼んで出かける。娘が子守を忘れて遊んでいると、鵞鳥白鳥が弟を連れて行ってしまう。娘が鵞鳥白鳥を追いかけていくとかまどがあり、ライ麦パンを食べないか聞いてくる。娘はそれを断って進んでいく。しばらく行くとリンゴの木があり、リンゴを食べないかと聞いてくる。娘はそれを断りさらに進む。しばらく行くとプディングの岸とミルクの川があり、食べていかないかと聞く。娘はそれを断って進んでいく。
日が傾きかけたころ、娘は鶏の足の上に建つ小屋をみつける。小屋の中にはバーバ・ヤーガと弟がいた。バーバ・ヤーガが料理の準備をしているうちに弟を連れて逃げだすと、鵞鳥白鳥が追いかけてきた。ミルクの川に助けを求めるとプディングを食べるよう言われる。娘が食べると岸の下に隠れることができた。娘が急いで帰ろうとするとまた鵞鳥白鳥が追いかけてきた。リンゴの木に助けを求めるとリンゴを食べるよう言われる。娘が食べると枝の下に隠れることができた。さらに逃げ続けると再び鵞鳥白鳥が追いかけてきた。かまどに助けを求めるとライ麦パンを食べるよう言われる。娘が食べるとかまどの中に隠れることができた。こうして娘は両親が帰る前に家に着くことができた。